# Ward c. Canada (Procureur général)
Ward c. Canada (Procureur général) est un arrêt de principe de la Cour suprême du Canada concernant l'analyse du partage des compétences fédérales-provinciales fondée sur la théorie de l'aspect.

## Les faits
Ford Ward était un pêcheur titulaire d'un permis de Terre-Neuve. Il détenait également un permis de chasse commerciale au phoque. Au cours d'une chasse en 1996, il a attrapé environ 50 phoques, dont certains étaient des phoques à capuchon appelés « à dos bleu » . Il a été accusé d'avoir vendu des peaux de phoque à dos bleu en contravention de l'art. 27 du Règlement sur les mammifères marins.
Ward a demandé à la Cour supérieure de Terre-Neuve de faire déclarer le règlement ultra vires du gouvernement fédéral.

## Question en litige
La question dont était saisie la Cour suprême était de savoir « si le règlement fédéral interdisant la vente, l’échange ou le troc de jeunes à dos bleu est un exercice valide de la compétence fédérale en matière de pêcheries ou de la compétence fédérale en matière de droit criminel».

## Jugement
La Cour suprême accueille le pourvoi du Procureur général du Canada.

## Motifs du jugement
La juge Beverley McLachlin, écrivant au nom de la majorité, a conclu que la loi était une loi valide du Parlement du Canada.
Son analyse a commencé par examiner le caractère véritable de la loi. Elle a divisé le test en deux étapes. Premièrement, le tribunal doit déterminer le « caractère essentiel de la loi » et, deuxièmement, si « attribués au législateur en question par la Loi constitutionnelle de 1867 ?».
Dans un premier temps, elle consolide tous les principes de la jurisprudence antérieure en la matière.

« Quel est le sens véritable ou la caractéristique dominante de la mesure législative attaquée ?  Pour répondre à cette question, il faut examiner l’objet et l’effet juridique du règlement ou de la loi en cause. [...]  L’objet désigne ce que le législateur a voulu accomplir. [...] . L’effet juridique désigne la façon dont la loi influe sur des droits et des obligations, et il est également utile pour comprendre le sens premier de la loi. Les effets peuvent également indiquer si une loi comporte un « motif déguisé », c’est-à-dire montrer que même si, de par sa forme, la loi paraît porter sur un sujet relevant de la compétence du législateur, elle porte, au fond, sur un sujet qui ne relève pas de cette compétence »

McLachlin dit que le tribunal doit examiner le libellé de la loi ainsi que les circonstances dans lesquelles elle a été promulguée.
Au vu des faits de l'espèce, l'objet du règlement était de 

« réglementer la pêche au phoque en éliminant la chasse commerciale au blanchon et au jeune à dos bleu grâce à une interdiction de vente, tout en permettant une capture limitée de ces animaux à des fins non commerciales.  En d’autres termes, le « mal » auquel le Parlement a voulu remédier était la chasse sur grande échelle au blanchon et au jeune à dos bleu pratiquée à des fins commerciales.  Il a agi dans le but de préserver la viabilité économique non seulement de la pêche au phoque, mais aussi des pêches canadiennes en général. »

Par conséquent, il a été conclu que le « caractère véritable » de la loi se rapportait à la « gestion des pêches canadiennes» qui, selon la juge McLachlin, relèverait de la compétence fédérale en matière de pêche en vertu du paragraphe 91 (12) de la Loi constitutionnelle de 1867.